# Henk Bosman
Hendricus Everardus (Henk) Bosman (Hoofddorp, 2 maart 1935) is een Nederlands politicus van de VVD.
Hij werd geboren als zoon van W.M.B. Bosman die toen werkte bij de gemeente Haarlemmermeer. Enkele maanden later ging deze werken voor de gemeente Zandvoort waar Henk ook is opgegroeid en waar zijn vader in 1940 gemeentesecretaris werd. Ondanks dat hij drie keer is blijven zitten is het hem uiteindelijk gelukt om aan het Triniteitslyceum in Haarlem het gymnasiumdiploma te halen waarna hij gestudeerd heeft aan de Academie voor Voortgezet Economisch Onderwijs in Haarlem. Zijn dienstplicht vervulde hij van 1956 tot 1958 bij de luchtmacht waar hij het bracht tot 'public relations officer' en hij ook betrokken was bij het radioprogramma 'Op de plaats rust'. Na korte tijd voor de VVV in Amsterdam te hebben gewerkt werd hij in 1959 verkoopleider bij Breemen & Co. die handelde in olie. In 1972 werd hij daar adjunct-directeur en daarnaast zat Bosman vanaf 1974 voor de VVD in de Zandvoortse gemeenteraad. In oktober 1976 werd Bosman de burgemeester van Heeze en daarmee was hij de eerste VVD-burgemeester in het oosten van Noord-Brabant. Hij trad daarmee enigszins in de voetsporen van zijn vader die voor de KVP lid van de gedeputeerde staten van Noord-Holland en daarna waarnemend burgemeester van Velsen was geweest. Op 1 januari 1997 ging Heeze op in de nieuwe gemeente Heeze-Leende waarmee zijn functie kwam te vervallen. Op die dag werd hij de waarnemend burgemeester van Buren. Op 1 januari 1999 fuseerde die gemeente met de gemeenten Maurik en Lienden tot de nieuwe gemeente Buren waarvan Klaas Tammes, tot dan de burgemeester van Lienden, de burgervader werd.
Bosman is de vader van de journalist en presentator Suzanne Bosman.